# Zánik Československa
Československo zaniklo po 74 letech a 64 dnech od svého založení uplynutím 31. prosince 1992, kdy zanikla Česká a Slovenská Federativní Republika. Česká republika a Slovenská republika se tak 1. ledna 1993 staly jejími nástupnickými státy a samostatnými subjekty mezinárodního práva.
Československo již během své historie jednou přestalo de facto existovat a to od 14.–15. března 1939 okupací Čech, Moravy a Slezska nacistickým Německem, následně vyhlášením samostatného Slovenského státu; a to až do konce 2. světové války. Podkarpatskou Rus v té době obsadilo z velké části Maďarsko. Po skončení druhé světové války byl československý stát obnoven s plnou právní kontinuitou na první republiku, ovšem již bez Podkarpatské Rusi, která byla dohodou vlády ČSR a SSSR, odstoupena 29.6.1945 Sovětskému svazu.

## Zánik druhé republiky a německá okupace (1939)
14. března 1939 vyhlásil Snem Slovenskej krajiny samostatný slovenský stát, čímž se druhá republika rozpadla.
15. března 1939 byly české země obsazeny vojsky Nacistického Německa
16. března 1939 bylo obsazené území připojeno k Německu a byl vyhlášen Protektorát Čechy a Morava.

## Zánik České a Slovenské Federativní republiky (1992 / 1993)

### Politický vývoj
Slovensko si po druhé světové válce a po zrušení zemského zřízení asymetricky podrželo jistou míru autonomie. Po celou dobu zde jako zákonodárný sbor působila Slovenská národní rada, do roku 1960 i její výkonný orgán Sbor pověřenců.
První fází rozdělení Československa byla federalizace Československa od 1. ledna 1969, kdy se dosud unitární Československá socialistická republika přeměnila ve federaci dvou podle ústavního zákona suverénních národních států, České socialistické republiky a Slovenské socialistické republiky. Federalizace byla vyústěním politických tendencí, které se na Slovensku při politickém uvolnění začátkem roku 1968 vystupňovaly.
Národnostní spory se v Československu znovu vyhrotily v roce 1990 například ve formě tzv. Pomlčkové války o název federace. Václav Klaus přičítá vyhrocení národnostních vztahů též lidem z okolí Václava Havla, kteří se podle Klause po roce 1989 zasadili o významnou redukci zbrojního průmyslu na Slovensku. O redukci zbrojního průmyslu však bylo rozhodnuto již dávno předtím, protože o tanky nebyl zájem a odběratelé za dodané tanky neplatili.
V roce 1990, po více než 21 letech formální existence federace, kdy oba národní státy neměly ani své vlastní státní symboly, přijala Slovenská národní rada ústavním zákonem č. 50/1990 Sb. (účinnost od 1. března 1990) a Česká národní rada ústavní zákon č. 67/1990 Sb. (účinnost ode dne vyhlášení 13. března 1990), které zavedly státní symboly Slovenské republiky a České republiky.
V roce 1990 vytvořila slovenská vláda Ministerstvo mezinárodních vztahů Slovenské republiky. Po volbách roku 1992 byl v jeho čele Milan Kňažko. V roce 1992 česká vláda zřídila Ministerstvo mezinárodních vztahů České republiky, ministrem byl Josef Zieleniec. Podle Vladimíra Mečiara měla v roce 1992 česká vláda také připravený plán jednostranného vystoupení z federace, o kterém na Slovensku nikdo nevěděl.
Napětí vzbuzovala i asymetrie mnoha institucí – například v Česku působila Československá televize, ale na Slovensku vznikla Slovenská televízia, souběžně vznikaly na Slovensku tendence ke zřízení slovenské policie, slovenské armády i slovenské národní banky. Parlamentnímu projednávání zákonů dělal vážný problém zákaz majorizace.
Český premiér Petr Pithart v té době zmínil vizi dvojdomku, de facto konfederace. Jeho Občanské hnutí následně propadlo ve volbách. Václav Klaus později přičítal vinu za rozdělení jak vstřícnosti Petra Pitharta vůči slovenským požadavkům, která údajně vedla k vyřazení federálních orgánů ze hry, tak údajné zásluze prezidenta Václava Havla o dočasné sesazení Vladimíra Mečiara z funkce slovenského premiéra.
Ján Čarnogurský z KDH chtěl vyhlášení samostatnosti Slovenska odložit až na dobu vstupu ČSFR do EU, „aby měl každý národ svou vlastní hvězdičku“. Tím způsobil propad své politické strany a opětovné vítězství HZDS a Vladimíra Mečiara ve volbách.
Rozdělení Československa podporovaly všechny významné slovenské politické strany a špičkoví politici.[zdroj?] Ve svém volebním programu pro volby v roce 1992 jej ale měla jen Slovenská národná strana. Demokratická strana, která byla pro zachování společného státu, u voleb neuspěla.
V ČR uspěla ve volbách ODS s heslem „společný stát nebo rozdělení“ a na Slovensku značně odlišná HZDS s požadavkem „konfederace nebo rozdělení“. Úplné rozdělení federace bylo tedy průnikem programů vítězných stran obou národních států, třebaže jejich mandát rozdělit federaci byl později mnohokrát zpochybňován.
Ačkoliv již 18. července 1991 byl federálním shromážděním přijat ústavní zákon o referendu č. 327/1991 Sb., nebylo pořádání referenda o rozdělení federace podle tohoto zákona nikdy vážně navrženo – zřejmě i proto, že by jeho případný zamítavý výsledek situaci pravděpodobně nevyřešil. Ústavní zákon sice přikazoval, aby o návrhu na vystoupení jedné z republik z federace bylo rozhodnuto referendem, avšak rozdělení Československa bylo zkonstruováno jako zánik federace, nikoliv jako vystoupení jedné z republik. Přesto je neprovedení referenda k této otázce některými politology (např. Petr Pithart nebo Jiří Pehe) vnímáno jako ignorace a opomenutí tehdy platné ústavy.
17. července 1992 přijala a vyhlásila Slovenská národní rada dokument Deklarace Slovenské národní rady o svrchovanosti Slovenské republiky, který vyslovuje požadavek samostatnosti Slovenska.
20. července 1992 odstoupil ze své funkce prezident ČSFR Václav Havel. Po zbylou dobu své existence byla federace bez prezidenta.
Rozdělení republiky je spojeno s jednáními, která vedl předseda české vlády Václav Klaus a předseda slovenské vlády Vladimír Mečiar. Ti se setkali již 8. června 1992 v brněnské vile Tugendhat, kde se dohodli na rozdělení federace, a v písemné podobě tuto dohodu podepsali při další schůzce tamtéž dne 26. srpna 1992. K urychlení rozdělení republiky přispěla neslučitelnost vítězných politických stran v obou státech – ODS a HZDS.
13. listopadu 1992 přijalo Federální shromáždění ústavní zákon č. 541/1992 Sb., o dělení majetku České a Slovenské Federativní Republiky mezi Českou republiku a Slovenskou republiku a jeho přechodu na Českou republiku a Slovenskou republiku.
Dne 25. listopadu 1992 přijalo Federální shromáždění ústavní zákon č. 542/1992 Sb. o zániku ČSFR k 31. prosinci 1992.
15. prosince 1992 přijala Česká národní rada ústavní zákon č. 4/1993 Sb., o opatřeních souvisejících se zánikem České a Slovenské Federativní Republiky, který stanovoval převzetí právního řádu a kompetencí ČSFR Českou republikou. Téhož dne přijala ČNR usnesení č. 5/1993 Sb., ve kterém vyjádřila předpoklad, že žádný výklad stávajících právních norem nepřipouští zpochybnění kontinuity zákonodárné moci, jejíž nositelkou je ve smyslu ústavního zákona č. 4/1993 Sb. Česká národní rada. 22. prosince 1992 přijala ČNR ještě ústavní zákon č. 29/1993 Sb., o dalších opatřeních souvisejících se zánikem ČSFR, který řešil otázku soudců, vyšetřovatelů, prokurátorů a některých soudních pracovníků.
16. prosince 1992 schválila Česká národní rada novou Ústavu České republiky (předtím v rámci federace Česká republika vlastní ústavu neměla).
Též Slovenská národní rada přijala ještě před zánikem federace ústavu Slovenské republiky.
Funkci Poslanecké sněmovny Parlamentu České republiky převzala dosavadní Česká národní rada. Též Slovenská národní rada pokračovala ve svém mandátu i po zániku federace jako slovenský parlament.
Dne 26. ledna 1993 zvolila Poslanecká sněmovna Václava Havla prvním prezidentem České republiky.
Česká republika stejně jako Slovensko se na mezinárodní scéně zřetelně etablovaly jako nástupnické státy Československa. Následně tyto osamostatněné státy podepisovaly desítky dodatkových dohod, které potvrzovaly platnost dřívějších dvoustranných smluv uzavřených federací s jinými státy. Roku 1996 podepsaly Česká republika a Slovenská republika protokol, který vymezoval rozdělení povinností vyplývajících z mnohostranných smluv uzavřených bývalým Československem. Češtině přiznává slovenský jazykový zákon z roku 1995 postavení jazyka splňujícího požadavek základní srozumitelnosti z hlediska státního jazyka a umožňuje ji v mnoha případech používat rovnocenně ke slovenštině; v České republice zase požívá obdobného postavení slovenština.
Při příležitosti 20. výročí ustavení nových republik se český i slovenský prezident rozhodli vyhlásit k 2. lednu 2013 ve svých zemích dílčí amnestii.

### Rozdělení státního majetku, závazků a kompetencí
Nemovitý státní majetek byl rozdělen podle místa, kde se nacházel, nebo podle sídla právnické osoby, která vlastnická práva vykonávala.
Principem dělení movitého a zahraničního majetku byl poměr počtu obyvatel, tedy 2:1.
Dne 29. prosince 1992 federální ministr zahraničí Moravčík podepsal s oběma národními ministry zahraničních věcí (Kňažkem a Zielencem) dohodu o rozdělení majetku federálního ministerstva zahraničí. Více než 700 z necelých 800 zaměstnanců federálního ministerstva přešlo do českého nástupnického ministerstva. Při dělení zahraničních zastupitelství bylo využito skutečnosti, že v mnoha zemích mělo československé zastoupení více budov. Jen v některých případech si nástupnické státy musely hledat nové budovy – Česká republika v Ottawě, Římě a Soulu.
Československé státní dráhy byly rozděleny na České dráhy a Železnice Slovenské republiky. Vozový park byl dělen v poměru 2:1.
Ústavní zákon ČSFR č. 624/1992 Sb., o zániku funkce soudců a o skončení pracovních a služebních poměrů v souvislosti se zánikem České a Slovenské Federativní Republiky, ze dne 17. prosince 1992 se vypořádal s některými pracovníky a funkcionáři orgánů federace. Téhož dne, 17. prosince 1992, přijalo Federální shromáždění usnesení č. US72/1992 o ústavnosti procesu zániku České a Slovenské Federativní Republiky a vzniku nástupnických států.

### Revize státní hranice
Při zániku Československa byla podle Generelní smlouvy (Smlouva mezi ČR a SR o generelním vymezení společných státních hranic, podepsaná 29. října 1992 v Praze, č. 229/1993 Sb. ČR) ustanovena Společná česko-slovenská rozhraničovací komise (ČSRK).
Rozpadem federace vznikly v některých pohraničních oblastech obyvatelům problémy, protože předchozí hranice národních republik nebyly vytyčené s ohledem na dostupnost sídel z příslušné strany hranice.
Osada U Sabotů (pro jejíž označení se poté začal používat historický název Šance) byla kvůli potřebám jejích obyvatel z moravské obce Javorník od 25. července 1997 přičleněna ke slovenské obci Vrbovce.
Osada Sidónia (nově Sidonie) byla ze slovenské obce Horné Srnie od 25. července 1997 přičleněna k moravskému městu Brumov-Bylnice výměnou za osadu U Sabotů.
Rekreační oblast Kasárna (Kasárňa) o rozloze asi 35 hektarů byla a je součástí slovenské obce Makov, ačkoliv ji užívali především Češi. Česká vláda se v letech 1994–2001 snažila tuto oblast získat výměnou za jinou.

Došlo zde ke komplikacím, když majitelům nemovitostí bylo bráněno v užívání dosavadní příjezdové komunikace z české strany. Pozemky, na nichž stojí nemovitosti českých sportovních klubů a chatařů, prodala obec Makov dvěma slovenským podnikatelům, aniž je předtím nabídla vlastníkům nemovitostí na nich postavených. V květnu 2001 se premiéři obou zemí od řešení distancovali.
Smlouva mezi ČR a SR o společných státních hranicích byla podepsána v Židlochovicích 4. ledna 1996 s platností od 25. července 1997. Výsledek smlouvy byl schválen jako
Ústavní zákon o změnách státních hranic se Slovenskou republikou, 74/1997 Sb.
Uzavřena byla i celá řada dalších dvoustranných smluv.

### Občanství
Po rozdělení Československa byla komplikací nutnost určit občanství dosavadních československých občanů. Státní občanství nově samostatných států se složitě určovalo nejen z okamžitého místa trvalého pobytu, ale též z místa narození nebo občanství rodičů atd. Při nejbližších volbách následujících po rozdělení Československa musel mít každý volič v občanském průkaze potvrzené občanství příslušné republiky. Přitom se existence českého občanství posuzovala podle zákona č. 39/1969 Sb., o nabývání a pozbývání státního občanství České republiky. Fyzická osoba, která byla k 31. prosinci 1992 státním občanem České a Slovenské Federativní Republiky, ale neměla ani státní občanství České republiky ani státní občanství Slovenské republiky, si mohla zvolit státní občanství České republiky prohlášením podle zákona č. 40/1993 Sb., o nabývání a pozbývání státního občanství České republiky.
Někteří státní občané Slovenské republiky mohli nabýt státní občanství České republiky zjednodušeným způsobem, tj. prohlášením podle ustanovení § 18a (osoba od doby rozdělení federace trvale žijící v Česku, a nezletilé dítě takové osoby), § 18b (osoba, která slovenského občanství nabyla udělením) nebo § 18c (osoby ze smíšených rodin, které v době rozdělení federace byly nezletilé) zákona č. 40/1993 Sb., o nabývání a pozbývání státního občanství České republiky, přičemž slovenské státní občanství jim může zůstat zachováno.

### Ohlasy

#### Postoje českých obyvatel
V roce 2002 provedlo Centrum pro výzkum veřejného mínění výzkum o postojích obyvatel České republiky starších 15 let k rozdělení Československa.
V době rozdělování republiky bylo (podle zpětného sebehodnocení) pro rozdělení 22 % obyvatel (6 % spíše a 16 % rozhodně), proti rozdělení 60 % (32 % spíše a 28 % rozhodně) a 18 % nevědělo nebo zaujalo neutrální postoj. Proti rozdělení byli častěji starší lidé a voliči levicových stran, názor pro rozdělení byl častější mezi odborníky, podnikateli a voliči ODS.
V roce 2002 považovalo tehdejší rozdělení za správné 43 % (30 % spíše a 13 % rozhodně) a za špatné 46 % (28 % spíše a 18 % rozhodně), 11 % nevědělo. Věkové a politické korelace byly podobné. Pouze asi 1 % respondentů změnilo svůj názor na rozdělení k horšímu (z pozitivního postoje k negativnímu), Naproti tomu 15 % respondentů patří do skupiny, která původně byla proti rozdělení, avšak po deseti letech již s rozdělením souhlasila.
Podle průzkumu agentury STEM z roku 2012 rozdělení jako správný krok hodnotilo 37 procent Čechů, jako špatný 36 procent a 27 procent lidí nevědělo. U lidí do 29 let a pak mezi 30 a 44 lety výrazně převažovalo kladné hodnocení vzniku dvou samostatných států. Ve věkové skupině mezi 45 až 59 lety už mírně převažoval negativní názor a u lidí starších 60 let bylo mínění o rozpadu federace většinově negativní. Podle průzkumu převažovalo u lidí se základním vzděláním přesvědčení, že rozpad Československa byl špatným krokem a s postupně zvyšujícím se vzděláním přibývalo kladné hodnocení. Jako dobrý krok hodnotilo rozštěpení federace 51 procent stoupenců ODS, 52 procent voličů TOP 09, 35 procent příznivců ČSSD a 24 procent stoupenců KSČM.
V roce 1918 byla hlavním motivem vzniku společného státu Čechů a Slováků a ideje čechoslovakismu snaha získat převahu nad německým a maďarským obyvatelstvem. Po vysídlení Němců z Československa v roce 1945 byl tento původní motiv oslaben, ale přesto se Češi se společným státem po celou dobu jeho trvání identifikovali podstatně více než Slováci.
V srpnu 2012 spustilo sdružení Edukace@Internet ve spolupráci s Centrem jazykového vzdělávání Masarykovy univerzity českou verzi bezplatného internetového kurzu slovenštiny Slovake.eu. Autoři to odůvodnili tím, že mladí Češi už mají potíže Slovákům rozumět. Průzkum provedený v Česku a na Slovensku na konci roku 2012 ukázal, že porozumění slovenštině v České republice výrazně závisí na věku respondenta. Jazyku druhého národa podle výsledků bez problémů rozumí 73 % Slováků a 55 % Čechů, ve věkové skupině 18–30 let však už slovenštině rozumí pouze čtvrtina dotázaných Čechů.

#### Postoje slovenských obyvatel
Na Slovensku byla snaha se osamostatnit politicky trvale významným motivem. To se projevilo jak vyhlášením samostatného státu v roce 1939, tak federalizací Československa v roce 1969 a výrazným úspěchem politických stran požadujících osamostatnění před rokem 1993. Menší podporu nebo žádnou mělo rozdělení Československa u slovenských Maďarů, Rusínů, u Čechů žijících na Slovensku a u Slováků žijících v Česku nebo ve smíšených rodinách.
Průzkum Martina a Zory Bútorových z března 1993 zjistil, že proti rozdělení Československa bylo asi 50 % Slováků a asi 30 % obyvatel Slovenska podporovalo rozdělení. V říjnu 2017 hodnotilo rozdělení Československa kladně 40 % Slováků a ke vzniku samostatných států se stavělo pozitivně 51 % Slováků.

#### Postoje českých a slovenských politiků
V prosinci 2017, necelých 25 let od rozpadu, oba hlavní aktéři rozpadu, Václav Klaus a Vladimír Mečiar, prohlásili, že rozdělení Československa bylo správným, dokonce nezbytným řešením. Podle Mečiara proto, že po volbách v roce 1992 přestaly federální orgány fungovat, podle Klause proto, že postoje Čechů a Slováků ohledně dalšího uspořádání státu byly příliš odlišné. Zvolené řešení problému podle Klause předešlo případnému chaosu obdobnému stavu v rozpadající se Jugoslávii a po rozpadu Sovětského svazu. Podle Mečiara rozpad státu zlepšil vzájemné vztahy mezi Čechy a Slováky.
Podle tehdejšího premiéra ČR, Petra Pitharta, mělo být k otázce rozpadu federace vyhlášeno referendum. Plán rozdělit stát totiž měla ve svém předvolebním programu jedna jediná strana. Návrh na rozdělení státu byl tedy podle něj „nesmyslný“ a „je otázka, jestli se vůbec o [něm] mělo jednat“. Zánik státu považoval za svou osobní prohru. V rozhovoru k 25. výročí rozpadu společného státu však již našel v existenci dvou oddělených státu i pozitiva: došlo např. ke zlepšení vztahů mezi Čechy a Slováky.

#### Zahraniční ohlasy
Rozdělení Československa, v anglických médiích známé jako „Sametový rozvod“ (“Velvet Divorce”), bývalo separatisty v mnoha zemích uváděno jako pozitivní příklad pokojného rozdělení státu. Zmiňováno bývá například v Belgii, kde existuje napětí mezi vlámskou částí (Flandry) a valonskou (Valonsko), nebo v Kanadě (Québec).